# Tiracola grandirena
Tiracola grandirena là một loài bướm đêm trong họ Noctuidae.